# 교토부 제6구
교토부 제6구(일본어: 京都府第6区)는 일본의 중의원 선거구이다. 1994년 공직선거법이 개정되면서 신설되었다.

## 지역
- 우지시
- 조요시
- 야와타시
- 교타나베시
- 기즈가와시
- 구세군
- 쓰즈키군
- 소라쿠군

## 역대 국회의원
| 선거          | 선거          | 의원            | 정당       |
| ------------- | ------------- | --------------- | ---------- |
|               | 1996년 제41회 | 다마키 카즈야   | 신진당     |
|               | 2000년 제42회 | 히시다 요시아키 | 자유민주당 |
|               | 2003년 제43회 | 야마 카즈노리   | 민주당     |
| 2005년 제44회 |               | 야마 카즈노리   | 민주당     |
| 2009년 제45회 |               | 야마 카즈노리   | 민주당     |
| 2012년 제46회 |               | 야마 카즈노리   | 민주당     |
| 2014년 제47회 |               | 야마 카즈노리   | 민주당     |
|               | 2017년 제48회 | 안도 히로시     | 자유민주당 |